# Pete Dello
Pete Dello, geboren als Peter Blumsom (Oxford, 26 mei 1942), is een Britse singer-songwriter. In de jaren zestig en zeventig was hij actief in meerdere bands.
Dello begon zijn carrière als muzikant in het skiffle-tijdperk van de jaren vijftig en was een van de oprichters van de rock-n-rollband Grant Tracy and The Sunsets, waarmee hij tussen 1961 en 1964 enkele singles en het album Teenbeat uitbracht. Hierna trad hij toe tot The Yum Yum Band, de begeleidingsgroep van Steve Darbyshire. Vervolgens richtte hij de band Honeybus op, bekend van de hitsingle I Can't Let Maggie Go uit 1968.
In 1969 bracht hij onder de artiestennaam Lace het nummer I'm a Gambler uit, een nummer dat in 1973 onder het pseudoniem Red Herring nogmaals werd uitgebracht. In 1971 werkte hij aan twee albums: John Killigrew, samen met John Killygrew, en Into Your Ears als "Pete Dello and Friends".

## NPO Radio 2 Top 2000
| Nummer met noteringen in de NPO Radio 2 Top 2000 | '99  | '00  | '01-'02 | '03  |
| ------------------------------------------------ | ---- | ---- | ------- | ---- |
| I'm a gambler                                    | 1918 | 1992 | -       | 1881 |

1. ↑  Een '-' betekent dat het nummer niet was genoteerd en een vetgedrukt getal geeft de hoogste notering aan.
2. ↑  Deze tabel is bijgewerkt tot en met de meest recente editie (2024).